# SME Server
Der SME Server (früher: e-Smith) ist eine freie, auf CentOS Linux basierende Small Business Server-Distribution für Netzwerke von kleinerer bis mittlerer Größe, die eine Alternative zu Zentyal ist. SME Server kann – teilweise durch Zusätze anderer Anbieter – sehr viele Serveraufgaben aus den Bereichen Routing/Gateway, Sicherheit, Netzwerkinfrastruktur, Kollaborationssoftware und Kommunikation wahrnehmen. Die meisten Dienste sind über eine komfortable Weboberfläche einzurichten und zu konfigurieren. Daher sind für die üblichen Einstellungen und Änderungen keine oder nur grundlegende Linuxkenntnisse erforderlich.
Seit September 2022 ist der aktuell stabile SME Server 10.1 in 64-bit verfügbar, die auf CentOS 7 basiert.

## Netzwerkinfrastruktur
Die Netzwerkinfrastruktur unterstützt SME Server mit folgenden Produkten:
- Installation und Betrieb des Servers in Deutsch, Englisch, Französisch und Italienisch
- Druckerserver für direkt angeschlossene Drucker und externe Druckerserver
- Mailserver mit POP3, IMAP4 und Webmail Zugriff auf Clientseite, SMTP, SMTP Auth und Multidrop POP3 Abholung zum Internet hin
- Apache-Webserver mit MySQL-Datenbank, Python, PHP und Perl
- Dateiserver über Samba (SMB, das „Windows-Protokoll“) und NFS (für Unix- und andere Linuxsysteme)
- optional Fax-Server (optional auch als Anrufbeantworter nutzbar)

## Sicherheit
Für die Datensicherheit sorgen:
- Spam- und Virenfilter für Mails, Letzteres auch für lokale Dateien

## Router und Gateway-Funktionen
SME Server kann als vollwertiger Router dienen:
- optional Gateway ins Internet über
  - DSL (PPPoE und andere Protokolle),
  - ISDN und analoges Modem mit
- integrierte Stateful-Inspection-Firewall

### Mediale Beachtung
- Review zur Version 10 bei Distrowatch (15. Juli 2021)
- Review zur Version 8.x bei DistroWatch (6. Januar 2014)
- Review zur Version 7.x bei The Register (17. November 2010)
- Review zur Version 4.x im Linux Journal (12. Juni 2001)
- „Product Reviews“ auf der Projektwebsite